# ITV早餐
ITV早餐广播有限公司（英語：ITV Breakfast Broadcasting Limited），前身为GMTV，2010年改为现名，是英国独立电视网全国性早间时段节目（每天6:00-9:25）特许经营者。其总部位于伦敦，现为独立电视公司全资子公司，节目由ITV工作室旗下ITV Studios Daytime制作。

## 简介
ITV早餐的前身为GMTV，该公司于1991年击败了先前的全国性早间电视节目持牌方TV-am，并于1993年1月1日起正式开始播出。2009年11月，GMTV成为独立电视公司的全资子公司，并于2010年9月6日改为现在的名字。更名后，原GMTV的同名早间节目被《拂晓》取代，同时推出由洛琳·凯莉主持的早间资讯请谈节目《洛琳》。2014年4月28日起，《早安英国》取代了收视不佳的《拂晓》并延续至今。

## 节目

### 平日
- 《早安英国》：6:00-9:00；
- 《洛琳（英语：Lorraine_(TV_programme)）》：9:00-10:00。

虽然ITV早餐牌照上规定播出时间为每天6:00-9:25，但由于平日9:25时《洛琳》节目尚未结束，故该节目9:25-10:00的时段会被标注为独立电视网（ITV或STV）制作，而不是ITV早餐，ITV官网节目表也会将9:00-9:25和9:25-10:00两个时段视为两个节目。从2026年1月开始，《早安英国》将扩充至6:00-9:30播出，而《洛琳》相应地缩减到9:30-10:00播出。

### 周末
2023年8月之前，ITV早餐会在周末6:00-9:25并机播出CITV制作的儿童节目；在暑假期间，CITV节目提前至8:25结束。这一安排已随着CITV的停播而结束。
目前ITV早餐周末时段会安排白天节目的重播，大约在8:30播出脱口秀节目。